# Уваровичский район
Уваровичский район (бел. Уваравіцкі раён) — административно-территориальная единица в составе Белорусской ССР, существовавшая в 1926—1962 годах. Центр — местечко (с 1938 — городской посёлок) Уваровичи.
Уваровичский район был образован 8.12.1926 году в составе Гомельского округа. В 1930 году, когда была упразднена окружная система, Уваровичский район перешёл в прямое подчинение БССР. С 20.02.1938 года с введением областного деления включён в состав Гомельской области.
По данным на 1 января 1947 года район имел площадь 1,0 тыс. км². В его состав входили городской посёлок Уваровичи и 18 сельсоветов: Беляевский, Будищенский, Глыбочицкий, Дудичский, Закриничный (центр — д. Загорье), Залесский, Ленинский (центр — д. Бердыж), Меркуловичский, Мотиевичский, Пауховичский (центр — д. Крутое), Писимковичский, Новозвреченский (центр — д. Себровичи), Новомалыничский (центр — д. Нивки), Оторский, Полесский, Ровковичский, Рудня-Бартоломеевский (центр — д. Бартоломеевка), Холочский.
24.08.1950 образован р.п. Большевик.
16.07.1954 ликвидированы Бацунский, Лапичский, Пенчинский, Руденецкий сельсоветы.
06.10.1960 Борховский сельсовет присоединен к Речицкому р-ну.
30.12.1961 Сталинский сельсовет переименован в Октябрьский.
На основании Указа Президиума Верховного Совета БССР «Об упразднении некоторых районов Белорусской ССР» от 17 апреля 1962 года р-н ликвидирован, г.п. Уваровичи, Бервеновский, Блюдницкий, Глазовский, Гусевицкий, Ивольский, Калининский, Кривский, Липский, Смычковский, Октябрьский, Чеботовичский сельсоветы переданы Буда-Кошелёвскому р-ну; р.п. Большевик, Азделинский, Старобелицкий, Телешовский, Тереничский сельсоветы переданы Гомельскому р-ну.

## Население
По данным переписи 1939 года, в Уваровичском районе проживало 52 450 человек: 48 150 белорусов (91,8 %), 1924 русских (3,7 %), 968 украинцев (1,8 %), 810 евреев (1,5 %), 308 цыган (0,6 %), 598 представителей других национальностей.
По данным переписи 1959 года, в районе проживало 44 370 человек.